# Agnieszka już dawno…
„Agnieszka już dawno...“ е сингъл издаден на 22 януари 2001 г., от албума „W związku z samotnością“, на полската музикална група Łzy.

## Класации
| Страна | Списък | Най-високата позиция |
| ------ | ------ | -------------------- |
| Полша  | 30 TON | 1                    |